# カラーマネージメントシステム
カラーマネージメントシステム（Color Management System、略称：CMS）は、デジタルカメラ、スキャナ、モニタ、プリンターなどの異なるデバイス間の色を統一的に管理するシステムのことで、一般的にICC（国際カラーコンソーシアム、International Color Consortium）の規定に準拠したプロファイルを使用したシステムをさす。

## 概要

### 色空間変換
ICCに準拠したカラーマネージメントシステムでは、装置やデータドキュメントで使用されるRGBやCMYKなどのデバイスディペンデントカラー（Device Dependent Color／装置依存色）を、ICCプロファイルを使用してCIE L*a*b*、CIE XYZなどのデバイスインディペンデントカラー（Device Independent Color／装置非依存色）で管理されるPCS（Profile Connection Space）に色空間の変換を行う。

### ICCプロファイル

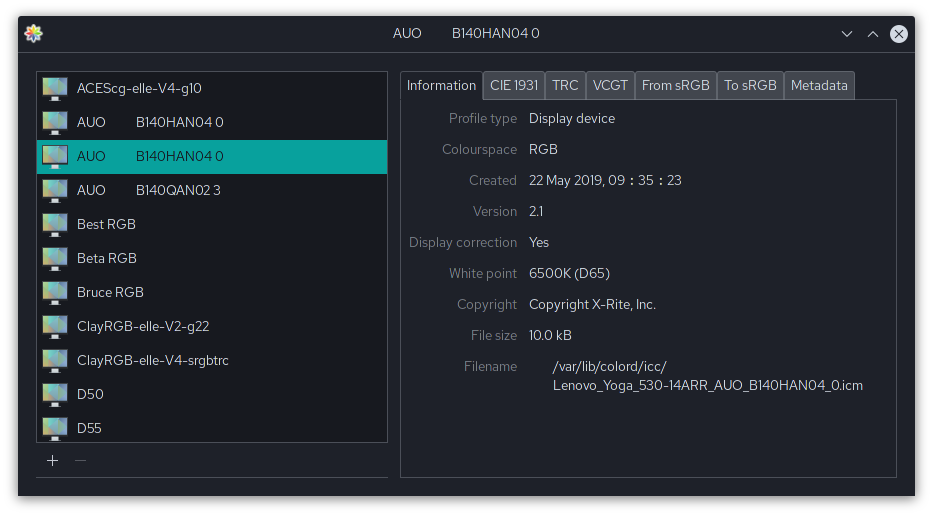
KDE Plasma 5のICCプロファイルの例

色空間変換では、ICCプロファイル（デバイスの色空間の特性を定義したファイル）を使用してデバイスごとに変換を行う。
ICCで規定されているプロファイルの種類は、スキャナやデジタルカメラなどの色空間からPCSに変換するための入力プロファイル、モニタ色空間とPCS間の変換に使用されるモニタプロファイル、プリンター、印刷機などの色空間とPCSとの間の変換を行う出力プロファイル、Adobe RGBやsRGBなどの画像の流通に使用されるカラースペースプロファイル、ユーザーが任意の補正情報を埋め込めるアブストラクト・プロファイル、複数のデバイスプロファイルとアブストラクト・プロファイルを組み合わせて一つのプロファイルにしたデバイスリンク・プロファイルがある。
ICCプロファイルは標準でデバイスに付属していたり、デバイスメーカーの公式サイトで入手できる。
また、計測器とアプリケーションによりカスタムプロファイルを作成することもできる。

### CMM
色空間変換は、CMM（カラーマネージメントモジュール）を使用して行い、CMMは複数インストールして選択することができる。CMMでは、レンダリングインテント（色空間変換の方法）を選択することもできる。レンダリングインテントの種類は、Perceptual（知覚）、Saturation（彩度）、Relative Colormetric（相対的な色域を維持）、Absolute Colormetric（絶対的な色域を維持）の4種類がある。

## 主なシステム
OS標準
- colord - Linuxなどで使われている色管理デーモン。freedesktop.orgで開発されている。
- ColorSync - 別名カラーシンク。Classic Mac OS時代よりmacOSで使われている色管理システム。
- Image Color Management (ICM)[1] - Windows Vistaより前のWindowsで使われていた色管理システム。
- Windows カラー システム (WCS) - Windows Vista以降の色管理システム。

印刷向け
- Kodak CMS
- Adobe CMS
- GMG

その他
- Argyll Color Management System (Argyll CMS)
- Little CMS（英語版） (LCMS)
- qcms[2][3] - Mozilla Firefoxに搭載されている。Google Chromeでも採用されている。

## 主なキャリブレーションツール
i1Profiler/i1Studio/i1Publish
前身はEye-Oneソフトウェア (i1 ソフトウエア)であり、Eye-Oneソフトウェアはi1 Match又はProfileMaker (プロファイリング)、i1 Share (カラーパレット作成)、 i1 Diagnostics (機器診断)から構成されていた。
DisplayCAL